# ليوناردو راموس
ليوناردو راموس (بالإسبانية: Leonardo Ramos)‏ (مواليد 21 أغسطس 1989)، هو لاعب كرة قدم كان يلعب كمهاجم.

## وصلات خارجية
- ليوناردو راموس على موقع رابطة كرة القدم اليابانية للمحترفين (اليابانية)
- ليوناردو راموس على موقع قاعدة بيانات كرة القدم.إي يو (الإنجليزية)
- ليوناردو راموس على موقع Soccerway.com (الإنجليزية)
- ليوناردو راموس على موقع عالم كرة القدم.نت (الإنجليزية)
- ليوناردو راموس على موقع AS.com (الإسبانية)